# Tell City
Tell City és una població dels Estats Units a l'estat d'Indiana. Segons el cens del 2000 tenia 7.845 habitants.

## Demografia
Segons el cens del 2000, Tell City tenia 7.845 habitants, 3.404 habitatges, i 2.161 famílies. La densitat de població era de 664,2 habitants/km².
Dels 3.404 habitatges en un 26,4% hi vivien nens de menys de 18 anys, en un 49,3% hi vivien parelles casades, en un 10,7% dones solteres, i en un 36,5% no eren unitats familiars. En el 33,3% dels habitatges hi vivien persones soles el 17,2% de les quals corresponia a persones de 65 anys o més que vivien soles. El nombre mitjà de persones vivint en cada habitatge era de 2,25 i el nombre mitjà de persones que vivien en cada família era de 2,85.
Per edats la població es repartia de la següent manera: un 21,9% tenia menys de 18 anys, un 9,2% entre 18 i 24, un 25,4% entre 25 i 44, un 22,7% de 45 a 60 i un 20,8% 65 anys o més.
L'edat mediana era de 41 anys. Per cada 100 dones de 18 o més anys hi havia 84,6 homes.
La renda mediana per habitatge era de 31.045$ i la renda mediana per família de 41.300$. Els homes tenien una renda mediana de 31.908$ mentre que les dones 21.232$. La renda per capita de la població era de 17.443$. Entorn del 8% de les famílies i l'11,2% de la població estaven per davall del llindar de pobresa.

## Poblacions més properes
El següent diagrama mostra les poblacions més properes.